# Halva

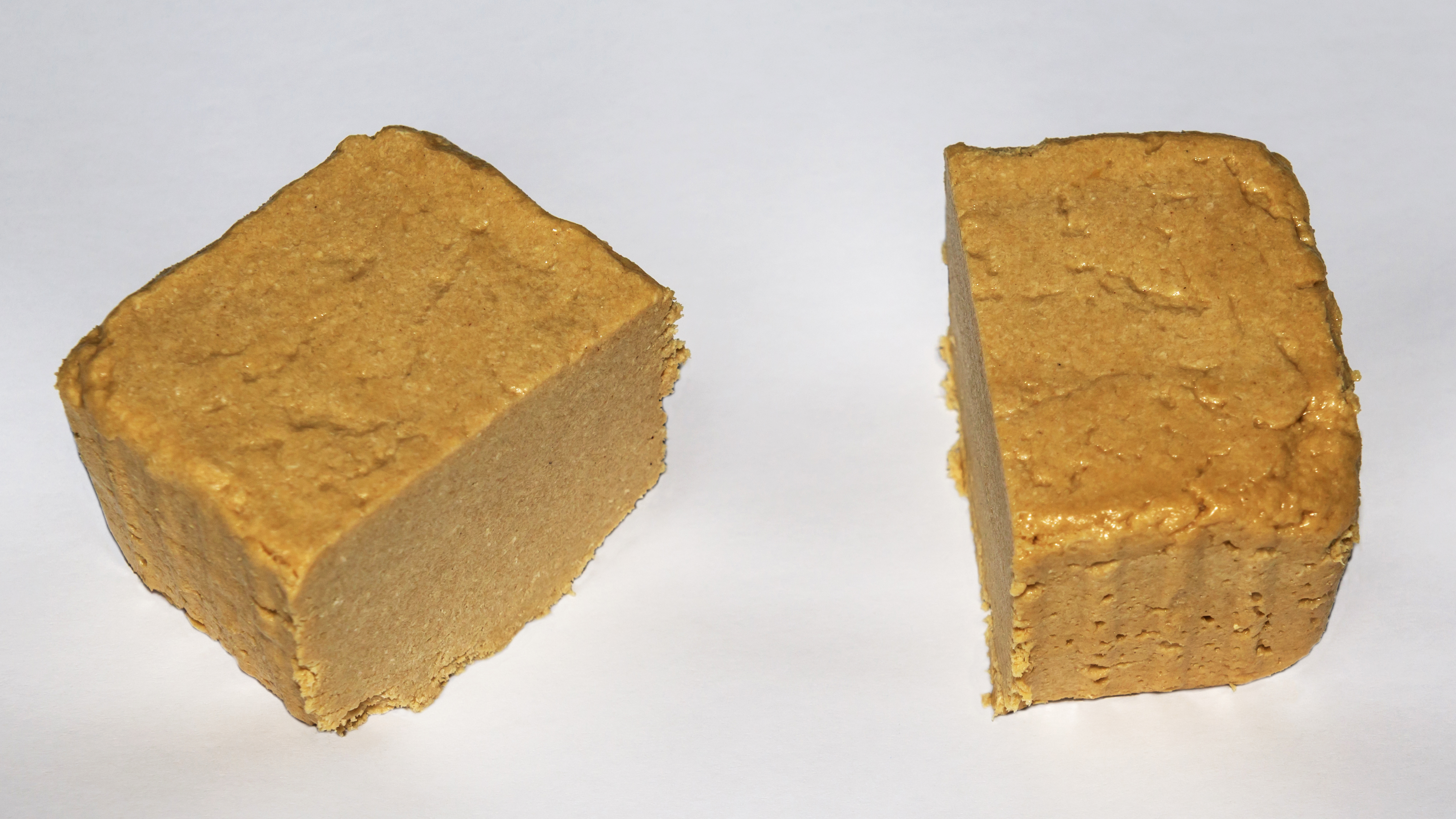
Halva din miez de susan

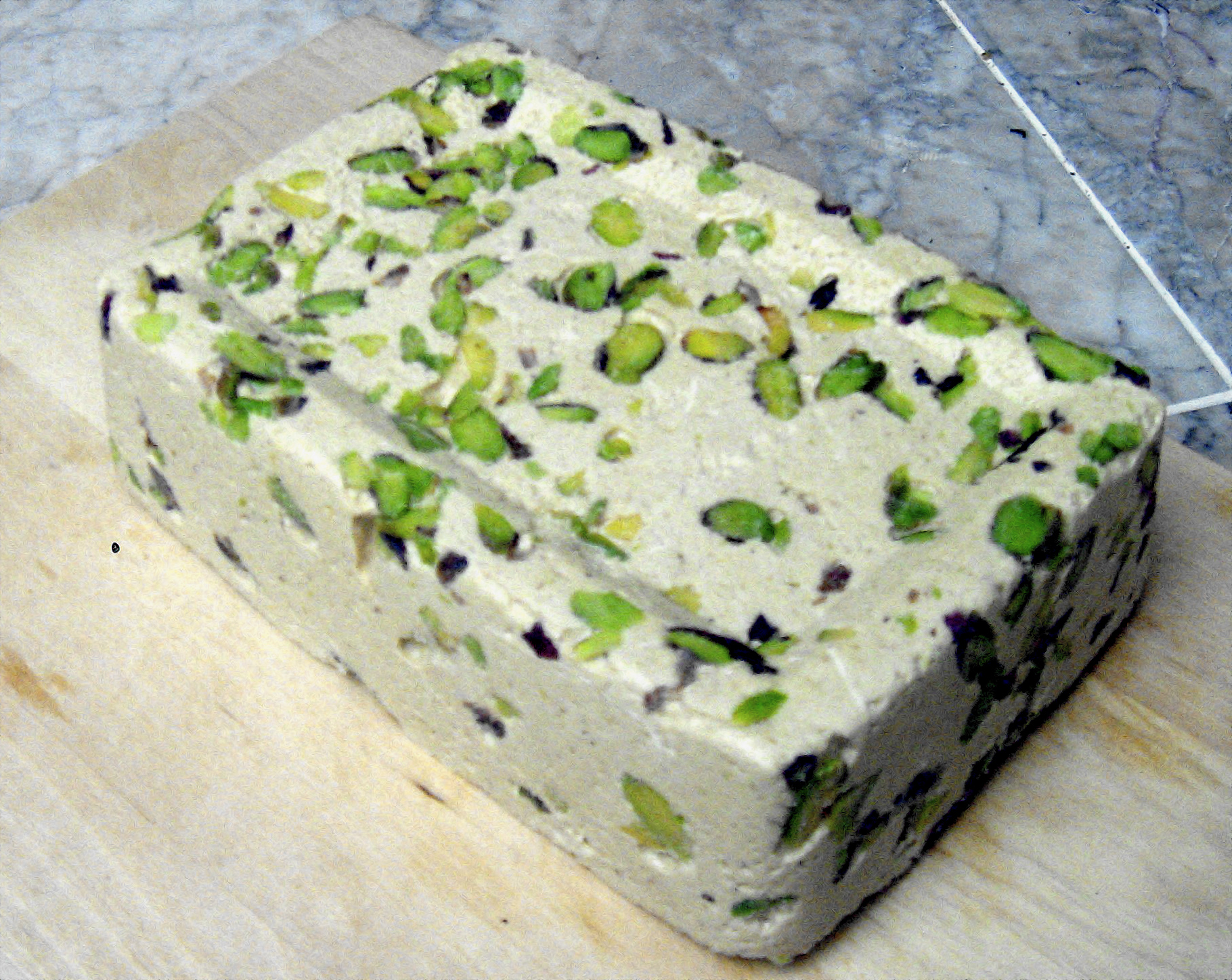
Halva cu fistic

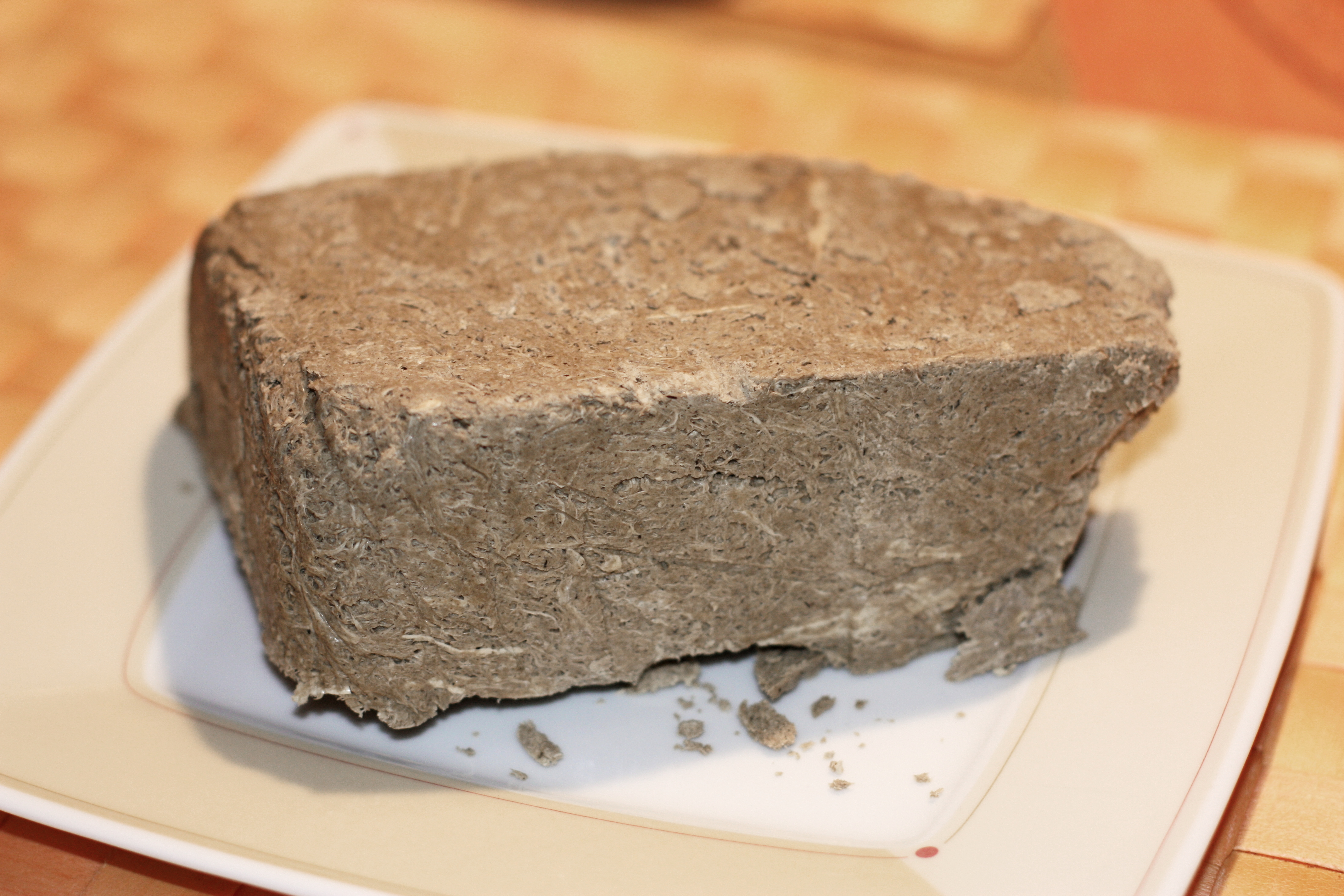
Halva din miez de floarea-soarelui

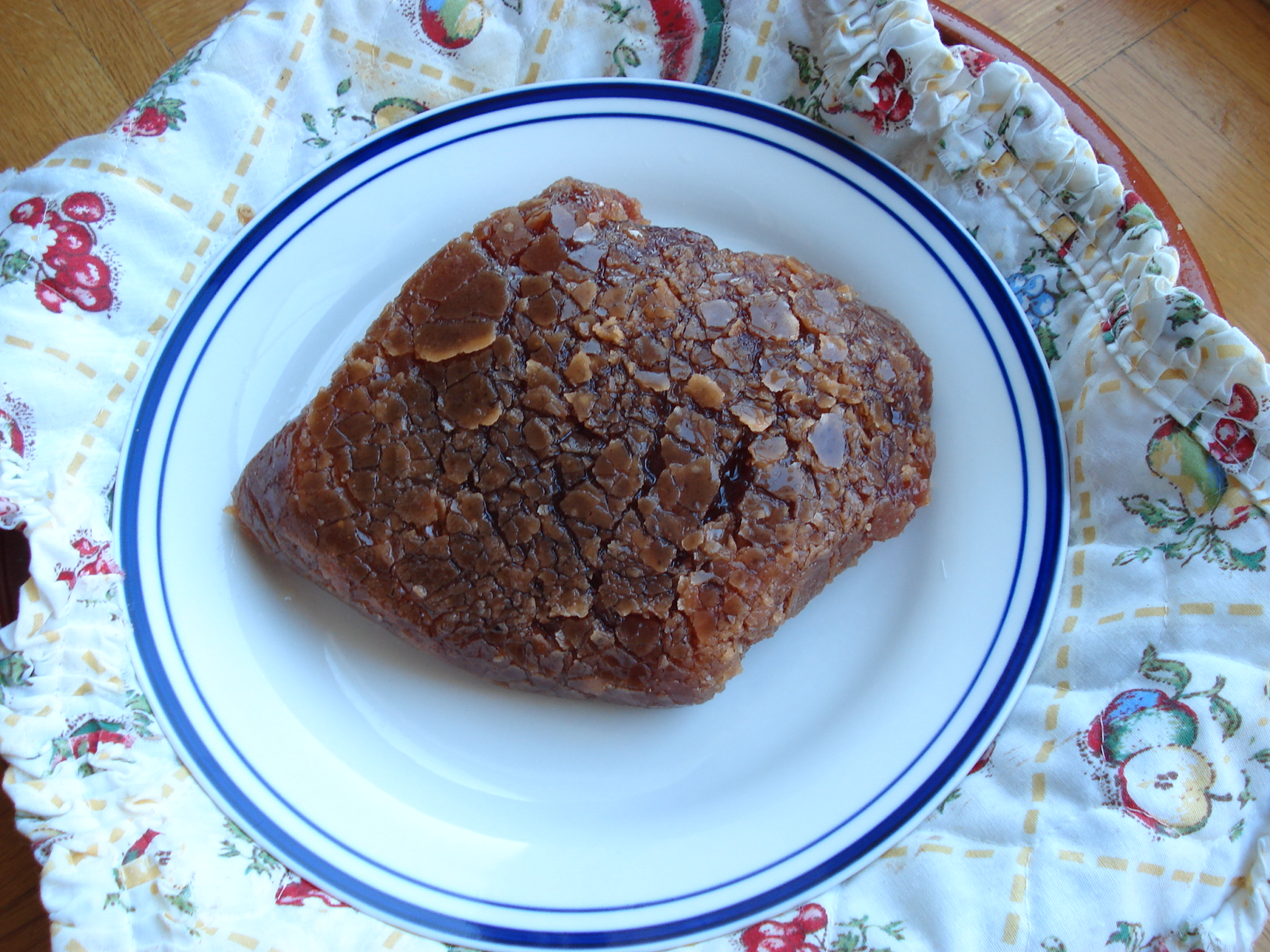
Halva somaleză

Halva este o specialitate de cofetărie, care este originară din India, Iran și Asia Centrală. Halvaua este cunoscută și în Orientul Mijlociu, Europa de Sud-Est, Centrală și Europa de Est.

## Etimologie
În limba arabă, desertul se numește حلاوة, care derivă din rădăcina حلو‎ . În Israel, este foarte popular sub numele חלבה, iar în Polonia sub numele de chałwa. În Turcia se numește Helva, în Grecia se numește Χαλβάς, în Serbia este oferită sub numele Alva sau Halva, în Macedonia Alva, în restul fostei Iugoslavii sub Halva. În limbile bulgară și rusă este cunoscută sub Chalwa, Халва.

## Ingrediente
Cu toate că ingredientele diferă de la o țară la alta, baza este, în general, un mus din: semințe, ulei vegetal și zahăr sau miere. Prin adăugarea de vanilie, cacao, nuci, migdale sau fistic, halvaua devine rafinată sau aromatizată.
În producția industrială se utilizează zahăr sau sirop de glucoză în locul mierii și se folosesc arome artificiale, precum etilvanilina.

## Producție
Halvaua descrie două tipuri de deserturi:
- pe bază de făină: Acest tip de halva este ușor gelatinoasă și este făcută din făină de cereale, de obicei griș. Ingredientele principale sunt uleiul, făina, zahărul.
- pe bază de unt și nuci: Acest tip de halva este sfărâmicioasă și, de obicei, făcute din Tahini (pastă de susan) sau alte tipuri de unt de nucă, cum ar fi untul din semințe de floarea-soarelui. Ingredientele principale sunt untul de nucă și zahărul.

Halvaua poate fi, de asemenea, bazată pe numeroase alte ingrediente, inclusiv: semințe de floarea-soarelui, nuci diverse, fasole, linte și legume, cum ar fi morcovi, bostani, cartofi și dovleci. 

## Aditivi în halva
Un aditiv important este carbonatul de calciu. Controversată este utilizarea de săpunăriță ca aditiv. Autoritățile susțin că săpunărița este adăugată ca agent de spumare; din acest motiv, săpunărița nu a fost permisă între timp în UE. În urma intervenției de către Turcia, Comitetul permanent pentru lanțul alimentar și sănătatea animală (SCFCAH) a clasificat extractul, la 11 aprilie 2008, drept "ingredient caracteristic" în halva și, astfel, este clasificat permis.

## Particularități specifice fiecărei țări
În Iran și în Turcia este Tahin-Helva, care este produsă adesea din susan (tahini). În bucătăria turcească, însă, Helva este produsă și în alte două variante (griș-helva și făină-helva).
În bucătăria rusă și în cea românească, Халва, halva, de obicei, este realizată din semințe de floarea-soarelui.
În bucătăria grecească este Halvas (greacă modernă: Χαλβάς), este din griș de grâu dur.
În bucătăria indiană, Halva se referă la un produs cofetărie sub forma unei paste grosiere sau a unui sufleu, cum ar fi halvaua de morcovi, cea de mazăre sau cea de ghimbir.
O specialitate de cofetărie legată de Halva este spaniolul Turrón.

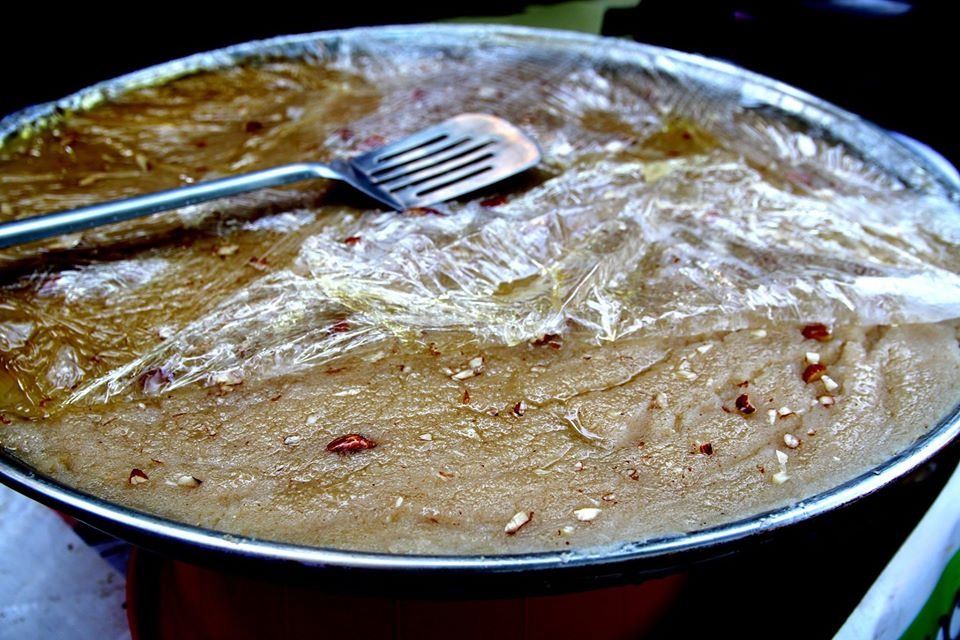
Halva de Punjab